# Wywłoczka
Wywłoczka – wieś w Polsce położona w województwie lubelskim, w powiecie zamojskim, w gminie Zwierzyniec.
Prywatna wieś szlachecka położona była na przełomie XVI i XVII wieku w ziemi chełmskiej województwa ruskiego. W latach 1975–1998 miejscowość administracyjnie należała do województwa zamojskiego.
Wieś jest sołectwem w gminie Zwierzyniec. Według Narodowego Spisu Powszechnego z roku 2011 wieś liczyła 481 mieszkańców.
Na początku swego istnienia wieś nazywała się Wywłoczyca i była osadą młyńską we włości szczebrzeskiej. Rozwinęła się w XVI wieku i istniały w niej: karczma, browar z gorzelnią, tartak, huta.
1 stycznia 1990 część Wywłoczki (55 ha) włączono do Zwierzyńca, w związku z otrzymaniem przez niego statusu miasta.
Wierni Kościoła rzymskokatolickiego należą do parafii św. Izydora w Topólczy.

## Historia

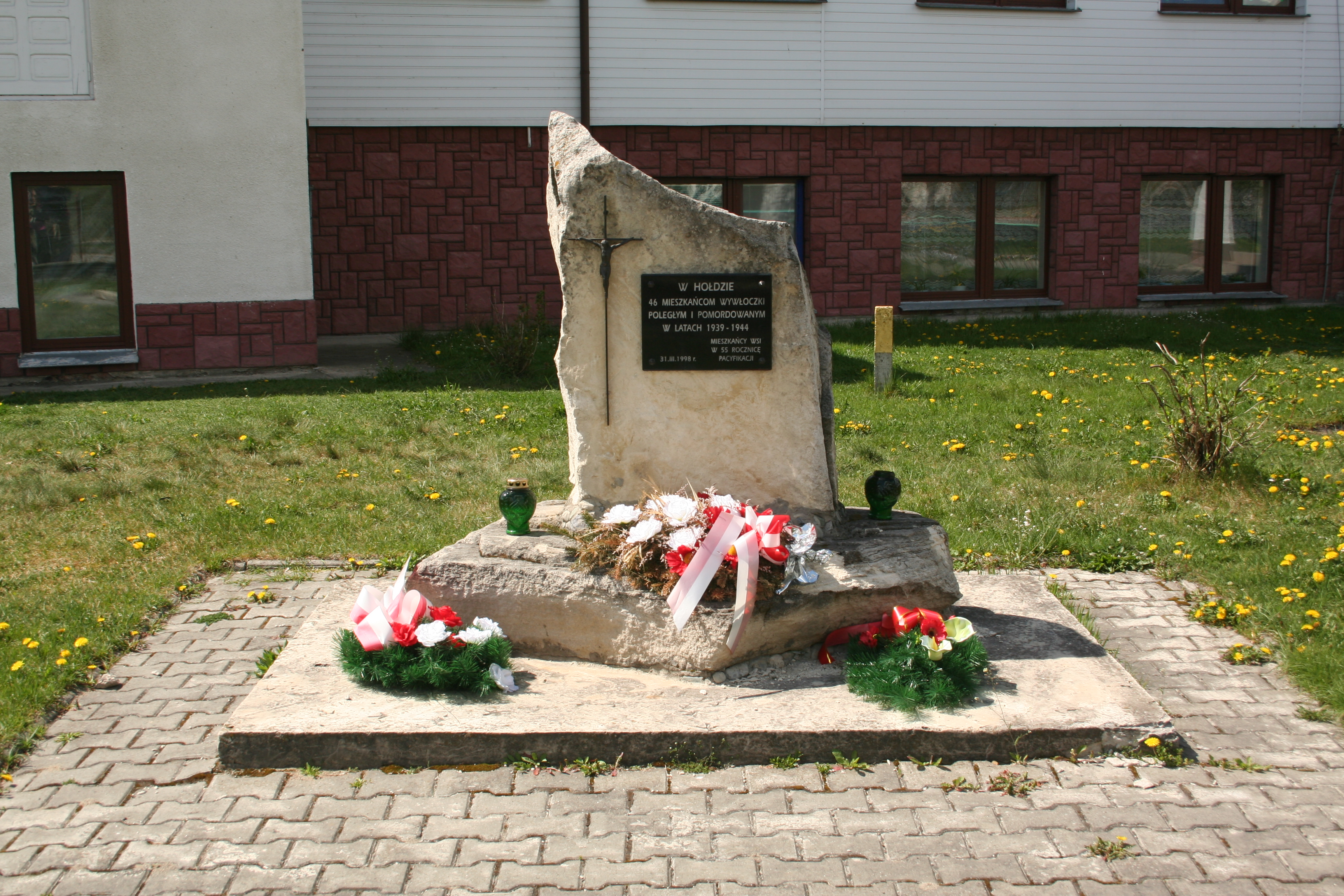
W hołdzie mieszkańcom wsi Wywłoczka zamordowanym przez Niemców w czasie II wojny światowej, w tym ofiarom pacyfikacji

Wieś notowana w roku 1564 jako „Wywłoczica”, w spisie z roku 1827 jako „Wywłoczek”, Wywłoczka w roku 1839.
Słownik geograficzny Królestwa Polskiego z roku 1895 wymienia Wywłoczkę jako, wieś i osadę młynarską nad rzeką Wieprzem w powiecie zamojskim, gminie Zwierzyniec, parafii rzymskokatolickiej w Szczebrzeszynie, greckokatolickiej w Topólczy. Wieś leży przy trakcie z Uściługa do Zawichostu, wśród lasów ordynacji, od Zamościa odległa 32 wiorsty. Około roku 1895 we wsi były 2 domy dworskie a 40 włościańskich. Mieszkańców katolików 260 i 207 prawosławnych. Wieś posiadała obszar 853 mórg. W poprzednim spisie z roku 1827 wykazano 52 domy i 296 mieszkańców.
Podczas II wojny światowej i okupacji niemieckiej 30 marca 1942 roku oraz 15 grudnia 1942 i 31 marca 1943 we wsi Wywłoczka Niemcy przeprowadzili pacyfikacje ludności polskiej. Zamordowali wówczas kilkudziesięciu mieszkańców. Niemcy spalili też około 150 zabudowań. Żywcem spłonęły 4 osoby. Resztę ludności wypędzono do m.in. obozu przesiedleńczego w Zwierzyńcu. Pomordowanych pochowano na cmentarzu w Wywłoczce.